# Horgenzell
Horgenzell är en kommun (tyska Gemeinde) i Landkreis Ravensburg i förbundslandet Baden-Württemberg i Tyskland. Kommunen består av ortsdelarna (tyska Ortsteile) Hasenweiler, Kappel, Wolketsweiler och Zogenweiler.
Kommunen ingår i kommunalförbundet Wilhelmsdorf tillsammans med kommunen Wilhelmsdorf.